# Чорношкірий, що біжить
«Чорношкірий, що біжить» (англ. Running while Black) — расово упереджений стереотип щодо чорношкірих, в основному в США (але в ряді випадків в Канаді), якщо їх помічають, що вони біжать вулицею.
У США біг підтюпцем набув популярності після Другої світової війни, при цьому в американських ЗМІ він масово зображувався як заняття, характерне для білих. У той же час, до чорношкірих бігунів суспільство ставилося підозріло (як до осіб, яких підозрювали у втечі з місця скоєння злочину) . Для захисту від підозр чорношкірі бігуни змушені були вживати таких заходів, як носіння яскравого одягу (щоб виглядати такими, що не створюють загрози), пробіжки здебільшого у світлий час доби або групами, а також навмисний біг зі зниженою швидкістю, щоб не створити враження, ніби вони « тікають від когось».
У 2021 році Ліндсі Хорнбакл виявила, що інциденти особливо траплялися, коли чорношкірих помічали в білих кварталах, особливо в кварталах з вищим соціально-економічним становищем.
У п'єсі Соні Санчес 1968 року «Бронкс — наступний» є сцена, в якій білий поліцейський заарештовує чорношкірого під приводом того, що помітив, як той біжить. Справа Верховного суду США 2001 року Іллінойс проти Уордлоу, де суд підтримав законність обшуку поліцією людини на підставі того, що остання нібито тікала від поліції, був описаний борцями за громадянські права як створення нового кримінального злочину «втеча чорношкірого».
Серед інших прикладів подібних інцидентів: загибель Фредді Грея у 2015 році у Балтіморі, арешт Джиммі Торонка у 2015 році у Лондоні, інцидент у 2019 році у Ванкувері, Канада, а також вбивство Ахмауда Арбері в 2020 році в Джорджії, США.